# Nicholson (Geòrgia)
Nicholson és una població dels Estats Units a l'estat de Geòrgia. Segons el cens del 2000 tenia 1.247 habitants.

## Demografia
Segons el cens del 2000, Nicholson tenia 1.247 habitants, 435 habitatges, i 348 famílies. La densitat de població era de 163,2 habitants/km².
Dels 435 habitatges en un 42,8% hi vivien nens de menys de 18 anys, en un 64,1% hi vivien parelles casades, en un 11,3% dones solteres, i en un 20% no eren unitats familiars. En el 14,5% dels habitatges hi vivien persones soles el 6% de les quals corresponia a persones de 65 anys o més que vivien soles. El nombre mitjà de persones vivint en cada habitatge era de 2,87 i el nombre mitjà de persones que vivien en cada família era de 3,2.
Per edats la població es repartia de la següent manera: un 30,5% tenia menys de 18 anys, un 9% entre 18 i 24, un 33% entre 25 i 44, un 20,7% de 45 a 60 i un 6,9% 65 anys o més.
L'edat mediana era de 32 anys. Per cada 100 dones de 18 o més anys hi havia 93,5 homes.
La renda mediana per habitatge era de 38.977 $ i la renda mediana per família de 41.033 $. Els homes tenien una renda mediana de 30.074 $ mentre que les dones 23.036 $. La renda per capita de la població era de 14.088 $. Entorn del 7,3% de les famílies i el 10,4% de la població estaven per davall del llindar de pobresa.

## Poblacions més properes
El següent diagrama mostra les poblacions més properes.